# 太古高速公路
太原－古交高速公路（山西高速公路编码S56，简称太古高速）是中华人民共和国山西省太原市的一条高速公路，起于万柏林区太原绕城高速公路东社互通立交桥，止于古交市河口镇，全长23.404公里，双向四车道，设计时速80公里/小时，路基宽度24.5米。其中古交连接线则采用一级公路标准建设，设计速度每小时60公里，路基宽度20米。于2012年7月12日正式通车，将太原至古交的车程由1.5小时缩短到了20余分钟。
太古高速公路的主要组成部分太原西山隧道长13.6公里，在建成当年是中国秦岭终南山公路隧道后的长度第二的高速公路隧道，2018年被银昆高速的米仓山隧道超过。